# Уайт, Букка
Букка Уайт (англ. Bukka White; настоящее имя Букер Ти Вашингтон Уайт, англ. Booker T. Washington White; 1909—1977) — американский музыкант, певец и гитарист, автор песен, блюзмен, один из типичных представителей жанра дельта-блюза. Двоюродный дядя Би Би Кинга. По мнению британского журнала Classic Rock — один из величайших гитаристов всех времён.